# Céleo Arias
Carlos Céleo Arias López (* 2 de febrero de 1835 en Goascorán, Valle - † 28 de mayo de 1890 en Comayagua, Honduras) Presidente provisorio de la República de Honduras que ejerció durante veinte meses (12 de mayo de 1872 al 13 de enero de 1874).

## Biografía
Carlos Céleo Arias López, nació el 2 de febrero de 1835 en la localidad de Goascorán, Valle, Estado de Honduras y falleció en la ciudad de Comayagua el 28 de mayo de 1890, a la edad de 55 años. Fue hijo del exjefe de Estado Interino Juan Ángel Arias asesinado en 1842 y la señora Juana Lope.
Céleo Arias realizó sus estudios en el Colegio Tridentino de Comayagua continuándolos en la Academia Literaria de Tegucigalpa, que pasaría a ser la Universidad Nacional de Honduras donde obtuvo su título de Abogado, heredó a temprana edad la Hacienda San Isidro, ubicada pasando el río San José, contiguo a la Hacienda el Coyol de propiedad de Abel Boquín en Comayagua.    
Contrajo nupcias con la dama comayagüense, Francisca Boquín Boquín, el 10 de marzo de 1857, con quien procreó los siguientes hijos: María del Carmén (1/octubre/1868-¿?), Dolores, Águeda, Rosa y Juan Ángel Arias Boquín.  
Arias llegó al poder como consecuencia de la guerra que estalló en marzo de 1872 entre Honduras, gobernada por el general José María Medina, y la alianza de Guatemala y El Salvador, que estaban regidos por gobiernos liberales y anticlericales. Las tropas de estos dos países derrotaron a las fuerzas de Medina e impusieron como gobernante a Céleo Arias el 12 de mayo de 1872 en Candelaria. Medina se replegó y atacó Comayagua de nuevo, siendo rechazado por las fuerzas comandadas por el Teniente coronel Lóngino Sánchez, Medina después fue detenido en Omoa y conducido a Comayagua, donde estuvo en prisión hasta 1874. 
El 25 de noviembre de 1872, el presidente Arias envía nota donde suma a Honduras al "Plan Colombiano" exponiendo las virtudes de dicha anexión y proyecto en Hispanoamérica, asimismo lo desvela como una "Obra de hermanos"; este título de arias fue publicado por el Diario "La Independencia" de Nueva York según lo expresado por el embajador Juan Nepomuceno Venero.
Bajo el gobierno de Arias, se promulgó la constitución de 1873, que confirmó el mandato presidencial en 4 años. En 1873 llegó a las costas caribeñas el vapor estadounidense Sherman, procedente del puerto costarricense de Limón, llevando a bordo a un grupo de exiliados hondureños, guatemaltecos y salvadoreños, que se proponían derrocar a los gobiernos de sus países. Aunque la expedición fracasó, debido a ellas Honduras se unió a la Triple Alianza formada por El Salvador, Guatemala y Nicaragua contra Costa Rica, que pasó a ser conocida como Cuádruple Alianza. Sin embargo, esta alianza no llevó a cabo ninguna acción y se disolvió de hecho.
Como Presidente de Honduras, Céleo Arias formuló la idea de una reunión de gobernantes de todos los países centroamericanos, para discutir la posibilidad de restablecer la unión regional. La idea fue respaldada y promovida activamente por el ministro de los Estados Unidos en Centroamérica, George Williamson, con el respaldo de su gobierno, y obtuvo el apoyo de Costa Rica, El Salvador y Guatemala, pero el presidente de Nicaragua manifestó que la Constitución no le permitía salir del país. La propuesta se debilitó y poco después se agriaron las relaciones de Honduras con Guatemala y El Salvador.
A fines de 1873, los Presidentes de Guatemala Rufino Barrios y de El Salvador Santiago González, reunidos en Chingo, acordaron atacar Honduras y derrocar a Arias. En enero de 1874, fuerzas de esos dos países al mando del general Enrique Palacios marcharon sobre Comayagua, derrotaron a las tropas de Arias, quien capítulo el 13 de enero y los invasores impusieron como nuevo Presidente de Honduras al General Ponciano Leiva. Arias fue hecho prisionero y después desterrado a El Salvador y para conducir al doctor Arias a la frontera se comisionó al Coronel Luis Bográn.
salió de Honduras con rumbo a Guatemala en exilio, del cual regresaría en 1876 junto a Marco Aurelio Soto.

## Filosofía liberal
Carlos Céleo Arias López, está considerado un baluarte dentro de la filosofía liberal hondureña, sus inicios en crear un partido coincidieron con las ideologías de Marco Aurelio Soto y Policarpo Bonilla. En su caso, Arias fue candidato por su propio partido Liga Liberal de Honduras con los cuales sostuvo candidaturas oficiales en las Elecciones generales de Honduras de 1881, donde ganó el doctor Marco Aurelio Soto candidato del Partido Liberal, seguidamente en las Elecciones generales de Honduras de 1883 ganaría el general conservador Luis Bográn y en su último intento en las Elecciones generales de Honduras de 1887 volvería a perder con Bográn, que fue reelecto como presidente de Honduras. A la muerte de Arias en 1890, Policarpo Bonilla atraería al Partido Liberal la filosofía de la Liga Liberal, fundándose así el actual Partido Liberal de Honduras.

## Descendencia
Del matrimonio habido entre Carlos Céleo Arias López, con la señora Francisca Boquín Boquín, nacieron:
- María del Carmén Arias Boquín (1868-¿?) casada con el político doctor José María Ochoa Velásquez,
- Dolores Arias Boquín, casada con Francisco Pineda Múñoz.
- Águeda Arias Boquín,
- Rosa Arias Boquín, y
- Doctor Juan Ángel Arias Boquín también fue presidente de Honduras en 1903.